# Nicolás Jara
Gonzalo Nicolás Jara (La Plata, Buenos Aires, Argentina, 11 de mayo de 1995). Su equipo actual es el Lota Schwager de la Segunda División de Chile.

## Trayectoria
En el año 2010, llega al Club Atlético Villa San Carlos de la ciudad de Berisso, Buenos Aires, de la Segunda División del futbol argentino, su primer partido es en abril del 2012 enfrentando a River Plate.
A fines de diciembre de 2013 es transferido al Club de Gimnasia y Esgrima La Plata, de la Primera División de Argentina a petición del entrenar Pedro Troglio, pero al no tener minutos continuos en primera división, y tan solo jugando dos partidos en la primera del "Lobo", en diciembre de 2015 es cedido a préstamo al Club Atlético Juventud Unida Universitario de san luis, militando en el Nacional B. Luego de una campaña regular en la Segunda División, el club chileno Lota Schwager compra el 90% de su ficha en una suma que ronda los USD 350.000.

## Clubes
| Equipo               | País          | Año           | Partidos | Goles |       |
| -------------------- | ------------- | ------------- | -------- | ----- | ----- |
| Villa San Carlos     | Argentina     | 2012-2013     | 11       | 2     | 0.20  |
| Gimnasia de La Plata | Argentina     | 2014          | 9        | 0     | 0     |
| Juventud Unida       | Argentina     | 2014-2015     | 26       | 9     | 0,19  |
| Lota Schwager        | Chile         | 2016-presente | 78       | 25    | 0,98  |
| Total carrera        | Total carrera | Total carrera | 114      | 36    | 0,340 |